# 미녀와 야수 (2012년 드라마)
미녀와 야수(Beauty and the Beast)는 2012년 10월 11일부터 2016년 9월 15일까지 The CW에서 방영된 텔레비전 드라마이다.

## 배역
- 크리스틴 크루크 - 캐러신 챈들러 켈러
- 제이 라이언 - 빈센트 켈러
- 오스틴 베이시스 - J.T. 포브스
- 니나 리산드렐로 - 테스 바르가스
- 니콜 게일 앤더슨 - 헤더 챈들러
- 센딜 라마머시 - 데이브리얼 로언
- 브라이언 J. 화이트 - 조 비숍
- 맥스 브라운 - 에번 마크스